# Aleksandr Stepánovich Popov
Aleksandr Stepánovich Popov (en ruso: Александр Степанович Попов) (4 de marzo de 1859 - 31 de diciembre de 1905 (13 de enero de 1906greg.)) fue un físico ruso, considerado el principal pionero de la técnica de la radio en su país natal. 

## Semblanza
Popov nació el 4 de marzo de 1859 en Turyínskiye Rudnikí, hoy Krasnoturyinsk, en los Urales. Estudió en la Universidad de San Petersburgo. Fue el inventor de la antena y con ella pudo hacer transmisiones de ondas electromagnéticas a distancia.
Desde 1890 continuó los experimentos de Hertz. Construyó su primer receptor de radio en 1894 y lo presentó ante la Sociedad Rusa de Física y Química el 7 de mayo de 1895, cuando transmitió señales entre un barco y tierra firme a cinco kilómetros de distancia. Por la misma época Guillermo Marconi, de forma independiente, realizaba sus investigaciones que lo llevaron también a lograr la transmisión sin cables.
Desde 1901 fue profesor del Instituto Electrotécnico.
Murió en San Petersburgo, el 31 de diciembre de 1905, según el calendario juliano (13 de enero de 1906 según el calendario gregoriano).

## Eponimia
- El cráter lunar Popov lleva este nombre en su memoria, honor compartido con el matemático búlgaro del mismo apellido Kiril Popov (1880-1966).[1]
- El asteroide (3074) Popov también conmemora su nombre.[2]